# Le Patriote Français
Le Patriote Français va ser un diari en llengua francesa publicat a Montevideo, Uruguai.
Es va caracteritzar per ser un periòdic de tendència liberal, republicana i imperial, el qual va donar suport, durant la Guerra Gran (1839-1851), a les tropes de l'expresident uruguaià Fructuoso Rivera, fundador del tradicional Partit Colorado. Va comptar amb columnistes i col·laboradors puntuals provinents de la comunitat francouruguaiana del segle xix.
El diari va ser fundat per Auguste Dagrumet (1843-1851) i es va centrar a donar suport a la Legió Francesa de Montevideo, abans i durant el setge a aquesta ciutat. Entre els seus seguidors hi era el legionari Jean Thiebaut.